# Leborgne (entreprise)
Pour les articles homonymes, voir Leborgne.
Leborgne est une entreprise devenue marque française de fabrication d'outillage à main. Fondée en Savoie en 1829, elle fut rachetée en 2019 à Fiskars par le français Mob Mondelin. Le groupe est numéro un de l'outillage à main professionnel en France avec 70 millions d'euros de chiffre d'affaires.

## Histoire
Fondée en 1829 en territoire italien avant de devenir français en 1860 avec l'Annexion de la Savoie, son site historique se trouve à Arvillard à la frontière du département de l'Isère. La commune est historiquement liée à l'activité de la métallurgie menée par des religieux depuis le XIIIe siècle.
En 2004 un plan d'investissement de 3 millions d'euros est mis en œuvre pour doubler la capacité de production avec la création d'un nouveau site à La Rochette. L'activité est recentrée sur l'outillage à main à la suite de la cession à Petzl de son activité alpinisme.
La société finlandaise Fiskars, connue notamment pour son invention de ciseaux ergonomiques, fait l'acquisition de Leborgne en 2007.
En 2019, la stratégie réoriente Fiskars sur des marques de portées internationales et l'entreprise française Mob Mondelin (Financières Moulin) rachète la société Leborgne.